# نهر روكان
نهر روكان هو نهر في إقليم رياو وسط شرق سومطرة بإندونيسيا. النهر مصدره جبال باريسان في الغرب، ويمر على طول شمال شرق حي روكان هولو وحي روكان هيلير و يصب في مضيق ملقا بالقرب من ميناء مدينة باغانسيابيابي. وتشمل روافد نهر روكان كيري ، نهر روكان كانان ، نهر كومو.